# Коробейниково (міський округ місто Чкаловськ)
Коробейниково (рос. Коробейниково) — присілок в Чкаловському міському окрузі Нижньогородської області Російської Федерації.
Населення становить 7 осіб. Входить до складу муніципального утворення Міський округ місто Чкаловськ.

## Історія
Раніше населений пункт належав до ліквідованого 2015 року Чкаловського району. До 2015 року входило до складу муніципального утворення Вершиловська сільрада.

## Населення
| 2002 | 2010 |
| ---- | ---- |
| 1    | ↗7   |